# Barit-barlang
A Barit-barlang Magyarország megkülönböztetetten védett barlangjai között van. A Duna–Ipoly Nemzeti Parkban lévő Budai Tájvédelmi Körzetben, Budapest III. kerületében található. A Mátyás-hegyi 6. sz. sziklaüreg és a Mátyás-hegyi 7. sz. sziklaüreg összekötésével jött létre. A két barlang gyakran szerepel a leírásokban 1. sz. barlang és 2. sz. barlang néven. A Mátyás-hegy DK-i kőfejtőjének leghosszabb barlangja. A budai termálkarszt legidősebb hévizes eredetű barlangja.

## Leírás
A budai termálkarszt K-i részén, a Mátyás-hegyen lévő DK-i már nem művelt kétszintes kőfejtő felső bányaszintjén, az ÉNy-i (bal oldali) sarkában, sziklafalban, egymáshoz közel van a három bejárata. Közel található a Pál-völgyi-barlangrendszerhez. A Fő bejárattól jobbra, alatta van az Alsó bejárat. A Fő bejárattól balra, felette, nehezen megközelíthető helyen van a Felső bejárat. A Fő bejárat 236 m, az Alsó bejárat 233,3 m és a Felső bejárat 240 m tengerszint feletti magasságban van. A kőfejtés közben megnyílt, íves és vízszintes tengelyirányú Fő bejárat az 1. sz. barlang bejárata, valamint a hasadék alakú, lejtő tengelyirányú és a bánya talpszintjétől 15 m magasan lévő Alsó bejárat is, amely tudatosan, mesterségesen lett kialakítva, az 1. sz. barlangba vezet. A kőfejtés közben megnyílt, háromszög alakú és vízszintes tengelyirányú Felső bejárat a 2. sz. barlang bejárata. A Fő bejárat 2,15 m széles és 1,3 m magas. A Felső bejárat 60 cm széles és 60 cm magas. Az Alsó bejárat 60 cm széles és 80 cm magas. A bejáratokat egy meredek törmeléklejtőn felmászva lehet elérni.
Felső eocén mészkőben, Szépvölgyi Mészkő Formációban alakult ki a barlang. Tektonikus hasadék mentén, a mélyből feltörő hévizek keveredési korróziója miatt keletkezett. Elágazó és többszintes barlang. Az Alsó bejárat után egy kis terem van. A terem É-i végén egy vasajtó zárja le a járatot és a terem K-i végén nyílik a repedés tágításával kialakított Alsó bejárat. A Fő bejárat után kb. 2 m²-es előtér következik, amelynek É-i oldalán lapos, szilvamag keresztszelvényű és függőleges kürtő van. A kürtő falát visszaoldott borsókő fedi. A kürtő nyílásától É-ra, egy 50×80 cm szelvényű szűkület után nyíló, 3,5 m mély aknán át lehet bejutni abba a terembe, amelyben az Alsó bejárat van.
A vasajtó után 6 m hosszú, DK–ÉNy irányú folyosón keresztül lehet eljutni a barlang legnagyobb termébe, a majdnem 10 m hosszú és 6 m széles Nagy-terembe. Megközelíti a felszínt a folyosó DK-i végpontja, valószínűleg a felszíni törmeléklejtő alatt. A Nagy-terem kialakulásakor néhány, a barlangképződést megelőző fázisban tektonikusan keletkezett, farkasfogas kalcittal kitöltött repedést keresztezett, ezek maradványa látható a terem tetején. Ezek nagyon rongálódtak ásványgyűjtés miatt. A terem falán és tetején a hévizes tevékenység több fázisa is oldott falakat és gázcsatornákat hozott létre. A teremben figyelhető meg a legtöbb példája a korai kifejlődésre utaló baritkiválásnak. Érdekesek a terem tetején nyíló, általában szilvamag keresztszelvényű és 20–40 cm átmérőjű, oldott falú kis feltörési kürtők, amilyeneket az 1997-ben és 1998-ban felfedezett oldalágakban is látni lehet.
A terem legnyugatibb felén nyílik egy kürtő, amelyen keresztül a kb. 5 m-rel magasabban létrejött felső szint, a 2. sz. barlang járatai megközelíthetők. A kürtő falán is előfordulnak hévizes oldásformák. A terem É-i és ÉK-i oldalán nagyon lejtő és tektonikus preformációt követő járatok kezdődnek. Gömbfülkékben végződő kürtő indul ki az ÉK-i járatból. Kb. 10 m-re a Nagy-teremtől, az É-i irányba nyíló járatban található egy nagyméretű kalcittömb, a Kalcitbálna. A tömb valószínűleg a járat faláról vált le, amelyet a Ny-i oldalán húzódó és nagyon huzatos, keskeny repedés bizonyít. A Kalcitbálna K-i oldalán olyan részbe jutottak a kutatók bontással, amely a barlang eredeti képződménygazdagságára emlékeztet. A fennőtt szkalenoéderes kalcitkristályokkal borított fal egy részén borsókő keletkezett, amely eltakarja a kalcitkéreg alsó részét is. A barlang lezárása elsősorban ennek a szakasznak a képződménygazdagsága miatt történt. A felső szintre vezető akna mellett, Ny-i irányban nyílik a Róka-ág. Az ág tetején nagyon sok a buborékcső, a gömbüst és a feláramlási kürtő.
A 2. sz. barlang (a Barit-barlang felső szintje) nagyon eltér alaktanilag az 1. sz. barlangtól. A 2. sz. barlangban jellemzők az egymás feletti gömbüstök, amelyeknek az alsó felére néhány helyen vastagon települt borsókő. Gyakoriak a félholdas és kagylós oldásformák is. A Felső bejárattól 12 m-re egy kürtő vezet a harmadik szintre, amely egy nagyméretű gömbfülkével fejeződik be.
Kürtők, gömbfülkék, gömbüstök, mennyezeti csatornák, buborékcsövek, kalcittelérek, barittelérek, limonit, fennőtt, romboéderes kalcit, fennőtt, szkalenoéderes kalcit, fennőtt barit, cseppkőbekérgezés és fosszíliák, valamint típusos, azaz gömbös borsókövek figyelhetők meg a barlangban. A legtöbb borsókő visszaoldott. Őskarsztos üledékkitöltés és kovásodás is előfordul a járatokban. Kalcitlemez több szintben, jellemzően megvastagodott és cementált állapotban található. A lezárt és kiépítetlen barlang a Duna–Ipoly Nemzeti Park Igazgatóság engedélyével, valamint barlangjáró alapfelszereléssel, egy része könnyű mászással járható. Naponta legfeljebb 4 csoport látogathatja és egy csoport legfeljebb 8 személyből állhat.

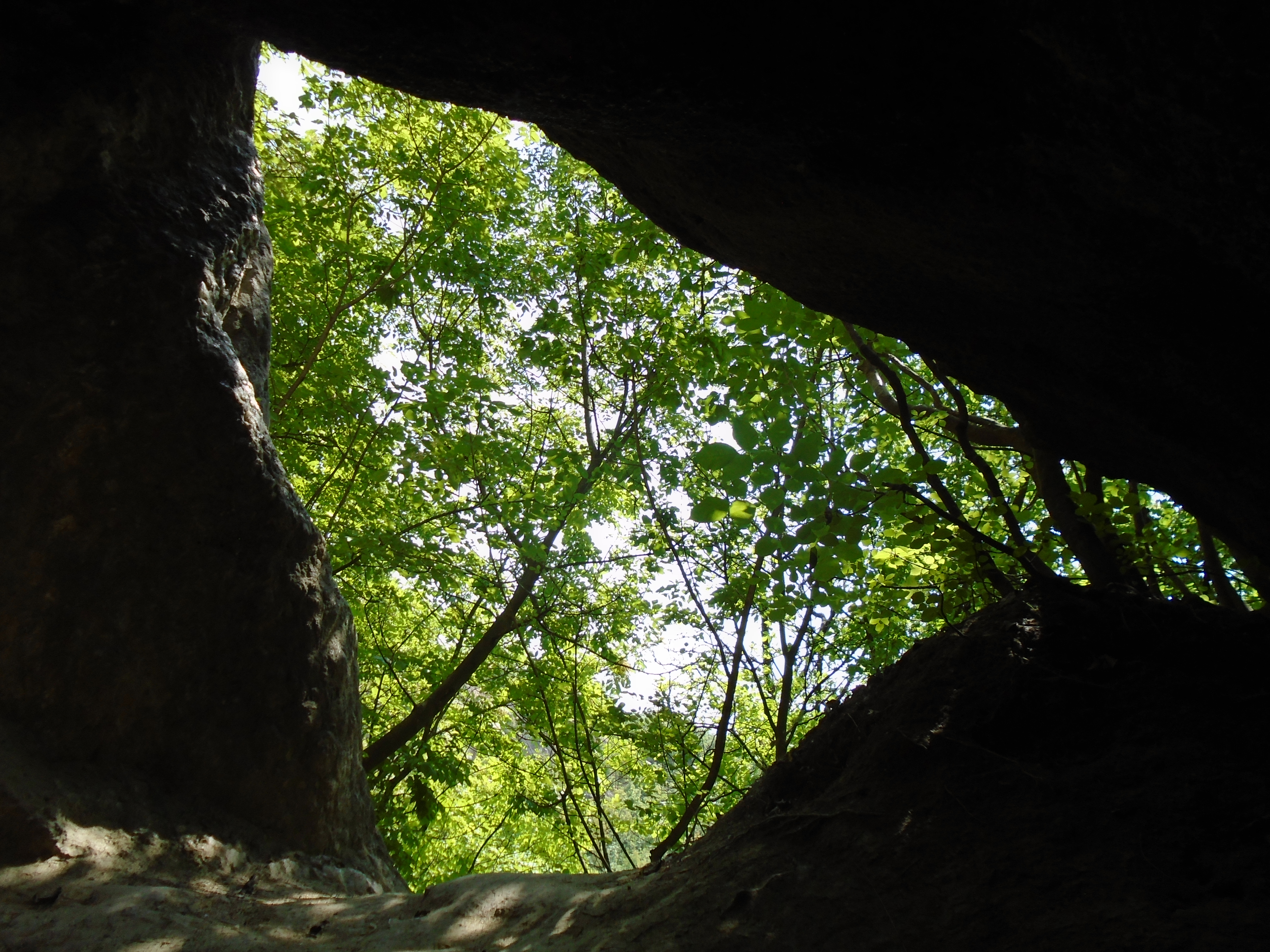
Barit-barlang, a Fő bejárat belülről

1966-ban volt először Barit-barlangnak nevezve a barlang az irodalmában. Előfordul a Barit-barlang az irodalmában 1-2-es sz. barlang (Fehér, Fritz 1996), 1-2. sz. barlang (Kárpát 1984), 1-es barlang (Kárpát 1988), 1-es számú barlang (Kárpát 1988), 1. számú üreg (Kárpát 1983), 1. sz. barlang (Fehér, Fritz 1995), 1.sz. barlang (Kárpát 1984), 1.sz.barlang (Kárpát 1984), 1. sz barlang (Kárpát 1992), 2-es barlang (Acheron 1993), 2. sz. barlang (Fehér, Fritz 1996), 2.sz. barlang (Kárpát 1984), 2. sz barlang (Fehér, Fritz 1996), 2. sz. üreg (Kárpát 1983), Baritos-barlang (Acheron 1993), BEAC-barlang (Bertalan 1976), Keleti kőfejtő 1-2 barlang (Kraus 2004), Keleti-kőfejtő 1–2. sz. barlangja (Leél-Őssy 1995), Keleti-kőfejtő 1-2. sz. barlangja (Leél-Őssy 1995), Kristály-barlang (Bertalan 1976), Kupolás-barlang (Bertalan 1976), Mátyás DK-i 1.-2. sz. barlang (Kárpát 1984), Mátyás DK-i kőfejtő 1-2. sz. barlang (Kárpát 1988), Mátyáshegyi 6. sziklaüreg (Bertalan 1976), Mátyás-hegyi 6. sz. sziklaüreg (Kordos 1984), Mátyáshegyi 7. sziklaüreg (Bertalan 1976), Mátyás-hegyi 7. sz. sziklaüreg (Kordos 1984), Mátyás-hegyi DK-i kőfejtő 1. és 2. sz. barlangja (Kárpát 1984), Mátyás-hegyi DK-i kőfejtő 1.és2.sz. barlangja (Kárpát 1983) és Mátyás-hegyi DK-i kőfejtő 1.sz. barlang (Kárpát 1992) neveken is.

## Kutatástörténet

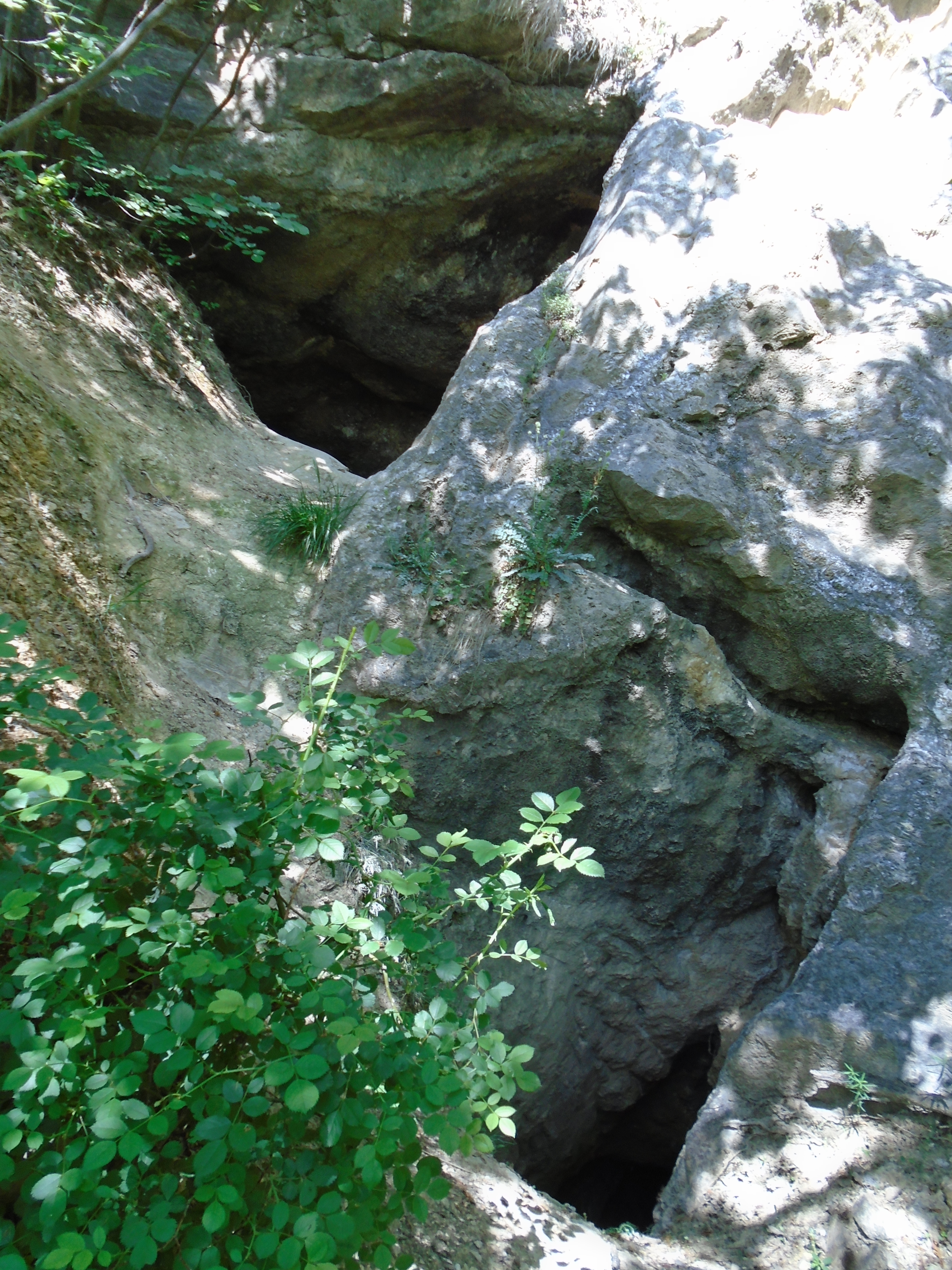
Barit-barlang, a Fő bejárat és az Alsó bejárat

Közelben lakó, idős emberek elmondása alapján sok üreg volt a kőfejtő talpszintjén akkor, amikor működött a kőbánya. A felső bányaudvar falán található sok kis barlang és a sok barlangindikáció, képződmény arra utal, hogy a kőfejtés egy nagy barlangot pusztított el, vagy a nagy barlang felső részét. A ma látható barlangok ennek a nagy barlangnak a maradványai. Az 1943. évi Barlangvilágból megtudható, hogy Bertalan Károly a Buda környéki barlangok rendszeres feldolgozásakor a Mátyás-hegy és a Kecske-hegy kőfejtőiben Albert Bélával 14 kis üreget átkutatott.
Az 1957. évi Földrajzi Értesítőben napvilágot látott és Leél-Őssy Sándor által írt tanulmányban meg vannak említve a mátyás-hegyi nagy kőfejtő üregei, amelyek nummuliteszes mészkőben alakultak ki. Az említésen kívül a Budai-hegység barlangjainak földrajzi elhelyezkedését bemutató helyszínrajzon megfigyelhető a hévizes barlangokhoz sorolt mátyás-hegyi nagy kőfejtő üregeinek földrajzi elhelyezkedése. Az 1958-ban kiadott, Budapest természeti képe című könyvben az olvasható, hogy a Mátyás-hegy D-re néző nagy kőfejtőjének falában vannak hévizes eredetű üregek. Az 1961-ben megjelent, Vitéz András és Pap Miklós által szerkesztett, Budapest című könyvben szó van arról, hogy a Mátyás-hegy DK-i oldalában található kőfejtőben üregeket láthat a kiránduló, melyek a Mátyás-hegyi-barlanghoz hasonlóak, de kis méretűek.
Az 1963. évi Karszt- és Barlangkutatási Tájékoztatóban publikált jelentés szerint 1962-ben a BEAC Barlangkutató Csoport kutatta a Mátyás-hegy K-i kőfejtőjét. A kőfejtő sziklafalán néhány nyílás látható és ezek közül kettő barlangnak nevezhető jelenlegi állapotában. A kutatásukkal még senki nem foglalkozott. Láng Gábor geológus feltérképezte az üregeket. Jellegzetes gömbfülkék utalnak az üregek hévizes eredetére. Kb. 4 m átmérőjű a legnagyobb. Több irányba indulnak elszűkülő, vagy eltömődött járatok a csoporttagok által BEAC felirattal ellátott barlangból. Egy 8 m hosszú járatot ástak ki, amelynek megfelelő kitágítása után remélték, hogy új részt tudnak feltárni. Még két másik helyen is biztató a kép.
Az 1964. évi Karszt- és Barlangkutatási Tájékoztatóban szó van arról, hogy a Budapest III. kerületében elhelyezkedő Mátyás-hegy Dunára tekintő kőfejtőjében régóta ismert üregmaradványok találhatók. Nagyon fel van töltődve a gömbfülkékből és hidrotermális hasadékokból álló üregrendszer. 1962-től a kőfejtőben néhány helyen feltáró munkát végeztek a csoport tagjai. 1963-ban kb. 200 óra munkával több helyen előre tudtak haladni. Úgy látták, hogy a helyzet biztató, de csak sok munkával érhetnek el eredményt. Tervezték, hogy 1964-ben folytatják itt a feltáró munkát. Elkezdték a hely kőzettani és ásványtani feldolgozását, a terület pontos felmérését, beszintezését és feltérképezését. Minden bizonnyal tavasszal befejezik a térképkészítő munkát.

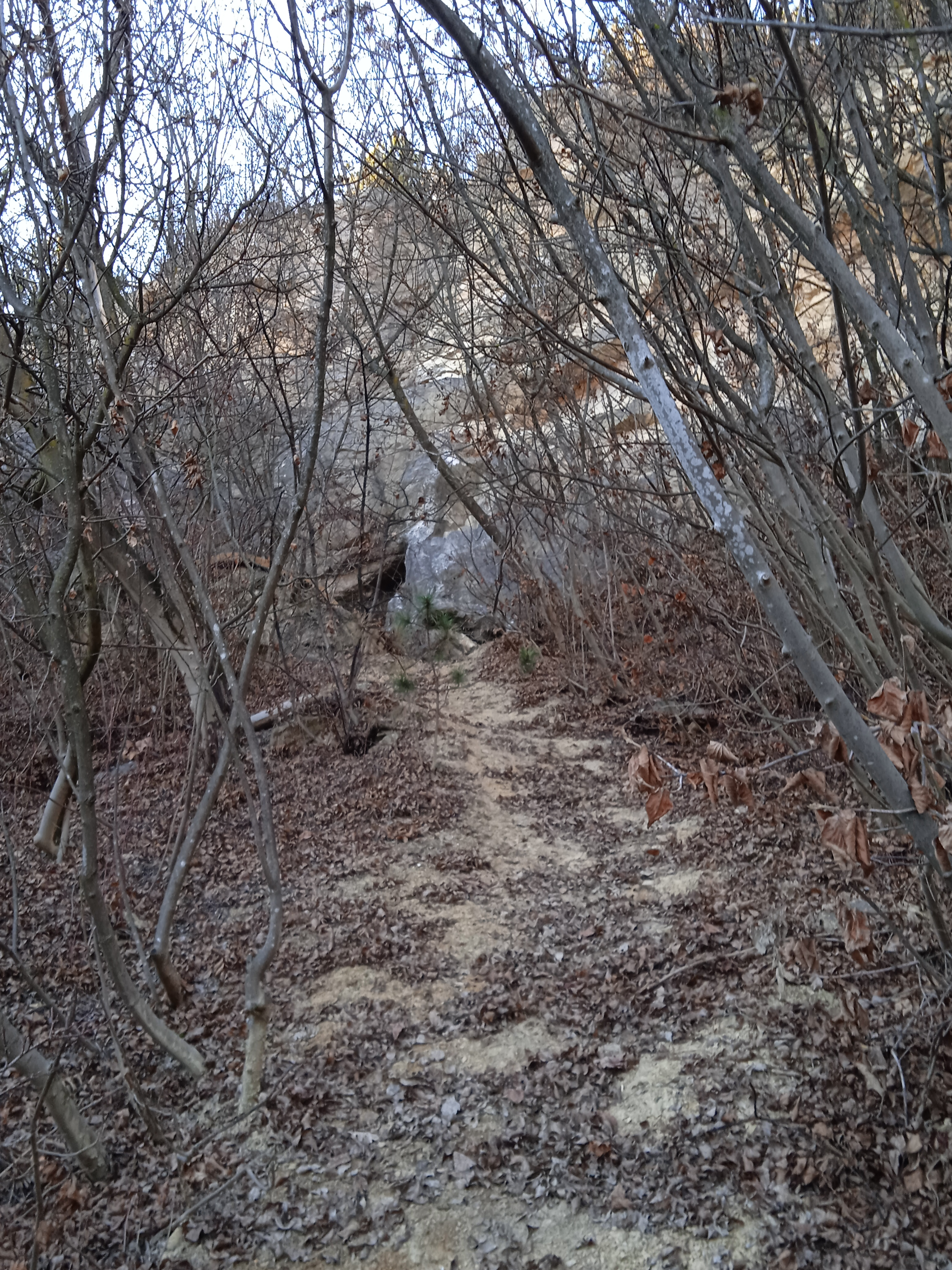
A Barit-barlanghoz vezető ösvény

Az 1966-ban kiadott, Budai-hegység útikalauz című könyvben az van írva, hogy a Mátyás-hegy másik (DK-i) kőfejtőjében (nem a Mátyás-hegyi-barlang kőfejtőjében) is vannak kis barlangüregek. 9 üreg vált ismertté a kőbányában. Egyikük, a Barit-barlang 30 m hosszú és hévizes eredetű. Az 1972. évi Karszt és Barlangban közölve lett, hogy 1972. április 24-én a Budapesti Rendőrfőkapitányság kérésére a Barlangi Mentőszolgálat tagjai átvizsgálták a Mátyás-hegy keleti kőfejtőjének üregeit eltűntek megtalálása miatt.
Az 1976-ban befejezett, Magyarország barlangleltára című kéziratban az olvasható, hogy a Mátyáshegyi 6. sziklaüregnek Budapest III. kerületében, a DK-i kőfejtő ÉNy-i részén, a feljáró ösvénytől jobbra, a Mátyáshegyi 7. sziklaüreg alatt 5 m-re van a bejárata. A kb. 30 m hosszú és szűk barlang guggolva járható. Hévizes eredetű barlang kalcitkristályokkal és baritkristályokkal. Hasznosítása még nehezen állapítható meg, további feltárásra ajánlható. A kézirat barlangra vonatkozó része 1 kézirat és 1 publikáció alapján lett írva, de az említett kézirat már nem létezik. A Mátyáshegyi 7. sziklaüregnek Budapest III. kerületében, a DK-i kőfejtőben, a Mátyáshegyi 6. sziklaüreg felett 5 m-re van a bejárata. A hévizes eredetű barlang kb. 20 m hosszú és a Kupolás-barlang nevet valószínűleg gömbfülkéről kapta. A kézirat barlangra vonatkozó része egy kézirat alapján lett írva, de az említett kézirat már nem létezik.
A Vass Imre Barlangkutató Csoport 1978. évi jelentésében az van írva, hogy a csoport több éve folytat kutató és térképező munkát a Mátyás-hegyen található K-i kőfejtőben. 1978-ban néhány fülkét megbontottak a kőfejtőben a fiatal csoporttagok, amelynek eredményeként 2–3 m-rel meghosszabbítottak néhány fülkét, de nem értek el jelentős eredményt. Az 1982-ben napvilágot látott, Budai-hegység útikalauz című kiadvány szerint a Mátyás-hegy K-i oldalának kőbányájában vannak hévizes eredetű kis üregek. A Barit-barlang 30 m hosszú.
1983. február 6-án Kraus Sándor a kis kőfejtő felső pereménél, ott, ahol a hegyoldal véget ér két üreget sejtett a szálkőzetben. 1983-ban az Acheron Barlangkutató Szakosztály elkezdte kutatni és dokumentálni a kőfejtő üregeit. Ebben az évben Kárpát József rajzolt topográfiai térképet, amelyen látható a Mátyás-hegyi-barlang és a DK-i kőfejtő üregeinek elhelyezkedése. A térképen az újraszámozott üregek számai láthatók. 1983-ban lett felmérve a kőfejtő 1. sz. ürege és 2. sz. ürege. A felmérés felhasználásával Kárpátné Fehér Katalin megszerkesztette a két barlang egybevetített hossz-szelvény térképét. A térkép 1:100 méretarányban mutatja be a barlangot.
1983-ban Kárpátné Fehér Katalin és Kárpát József megszerkesztették a Mátyás-hegy DK-i kőfejtőjének térképét, amely a két barlang elhelyezkedését és alaprajzát is szemlélteti. A térkép szerint az 1. sz. barlang 235 m, a 2. sz. barlang 240 m tszf. magasságban helyezkedik el. Az 1983. évi szakosztályi jelentés szerint a hegy geológiai viszonyai és a területen ismert barlangok, valamint üregek miatt itt valószínűleg a jelenleginél nagyobb üregrendszer van. A kőbánya üregeinek feltárásával lehetőség nyílhat a Mátyás-hegyi-barlangrendszer jobb megismerésére. Az év elején a területen rendszeresen végeztek a szakosztály tagjai terepbejárásokat és kidolgoztak egy kutatási tervet. Az általuk ismert és megtalálható szakirodalom alapján nem tudták az üregek neveit és számait azonosítani.

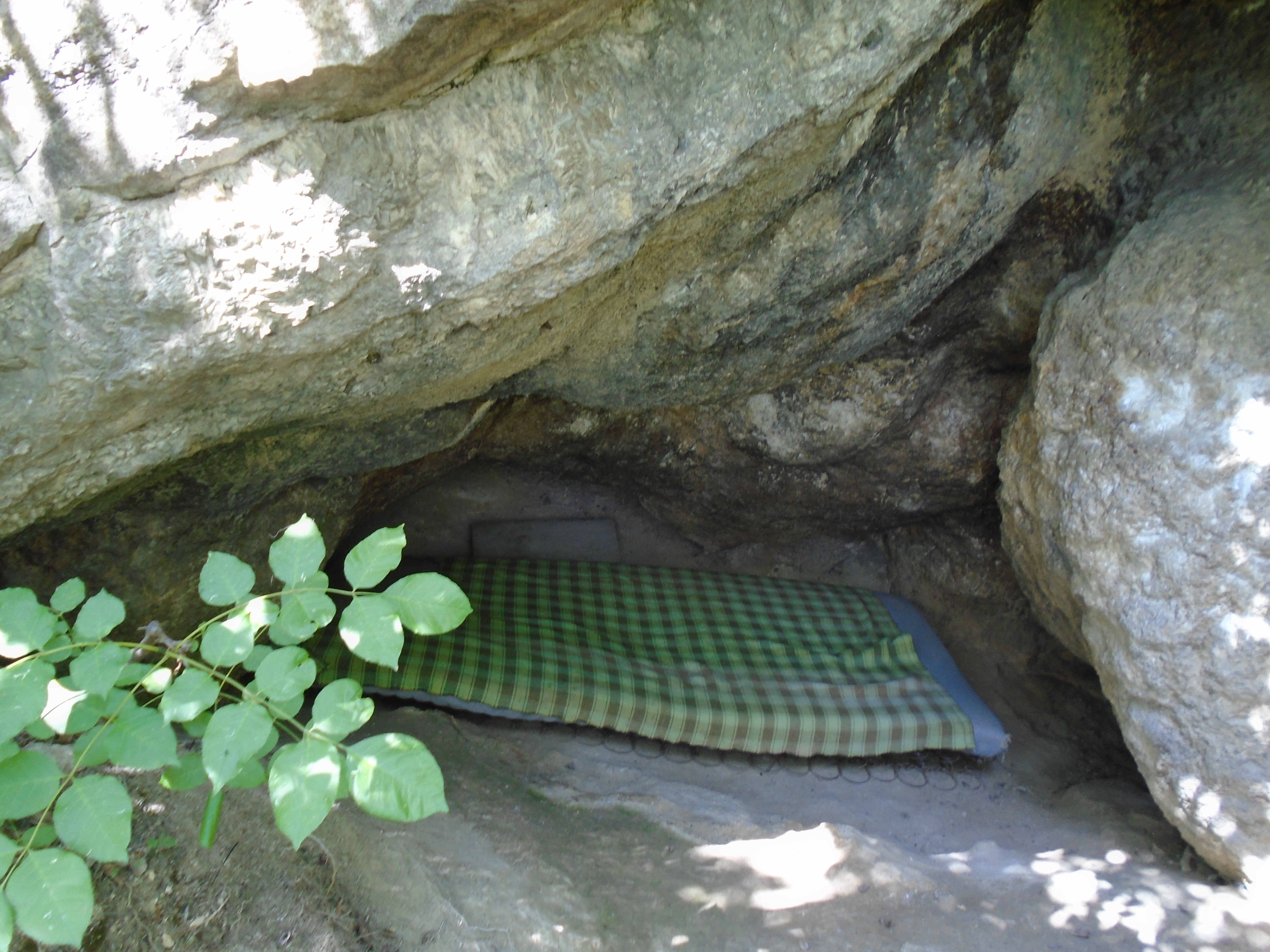
Barit-barlang, a Fő bejárat

A kőfejtő leghosszabb barlangjában, amely ekkor az 1. számot viselte, végezték a legnagyobb feltáró munkát, mert valószínű volt, hogy a terület Ny-i oldalán nagyobb az esély a Mátyás-hegyi-barlang irányába haladni. A barlangban nagy légmozgást tapasztaltak, amely a feltárás szempontjából reményteli, ha a huzat nem a viszonylag közel lévő, felszíni részről nyel. Két végponton bontottak benne. A barlang nagy terméből Ny-i irányba induló két járat végét tágították. Majdnem teljesen beszűkült néhány műszak után a jobb oldali kuszoda. A továbbhaladást a balról jövő szálkőzet zárta le. Kb. 2,5–3 m-t jutottak előre a bal oldali járatban. Az agyagból előkerült kommunális hulladék alapján feltételezték, hogy a kihordott anyag nagy része az utóbbi években kerülhetett a barlangba. Kuszodaszerűen szűkült a járat vége. A további bontás lehetséges, de nehezen hozzáférhető a nagyon szűk szelvényméret miatt. A munkát felfüggesztették a légmozgás pontos meghatározásáig. Kis próbabontást végeztek a 2. sz. barlangban, de érdemleges továbbjutási lehetőséget az akkor ismert végponton nem vártak. Ezért nem végeztek itt nagy munkát. Az 1983. évi MKBT Beszámolóban megjelent egy jelentés, amelyben ismertetve van a barlang kutatása. A publikációba bekerült a barlang 1983-ban készült alaprajz térképe és az 1983-ban rajzolt topográfiai térkép.
Az 1984. évi szakosztályi jelentésben az van írva, hogy sok hévizes üregrendszer ismert a Mátyás-hegy DK-i, már nem művelt kőfejtőjében. Eocén mészkőben és bryozoás márgában alakultak ki. 220–245 m tengerszint feletti magasságban vannak a kőfejtéskor feltárt barlangmaradványok. A terület szomszédos barlangrendszereihez hasonlóan a tektonikus előkészítés és a mélyből feltörő hévizek keveredési korróziója miatt jöttek létre. Az 1. sz. barlangot és a 2. sz. barlangot korábban külön barlangként tartották nyilván, de 1984 nyarán sikerült egy szűk kürtőn átjutni és az átjutással összekötötték a két barlangot. 112 m hosszú, 12,5 m mély, 6 m magas és vízszintes kiterjedése 26,5 m.

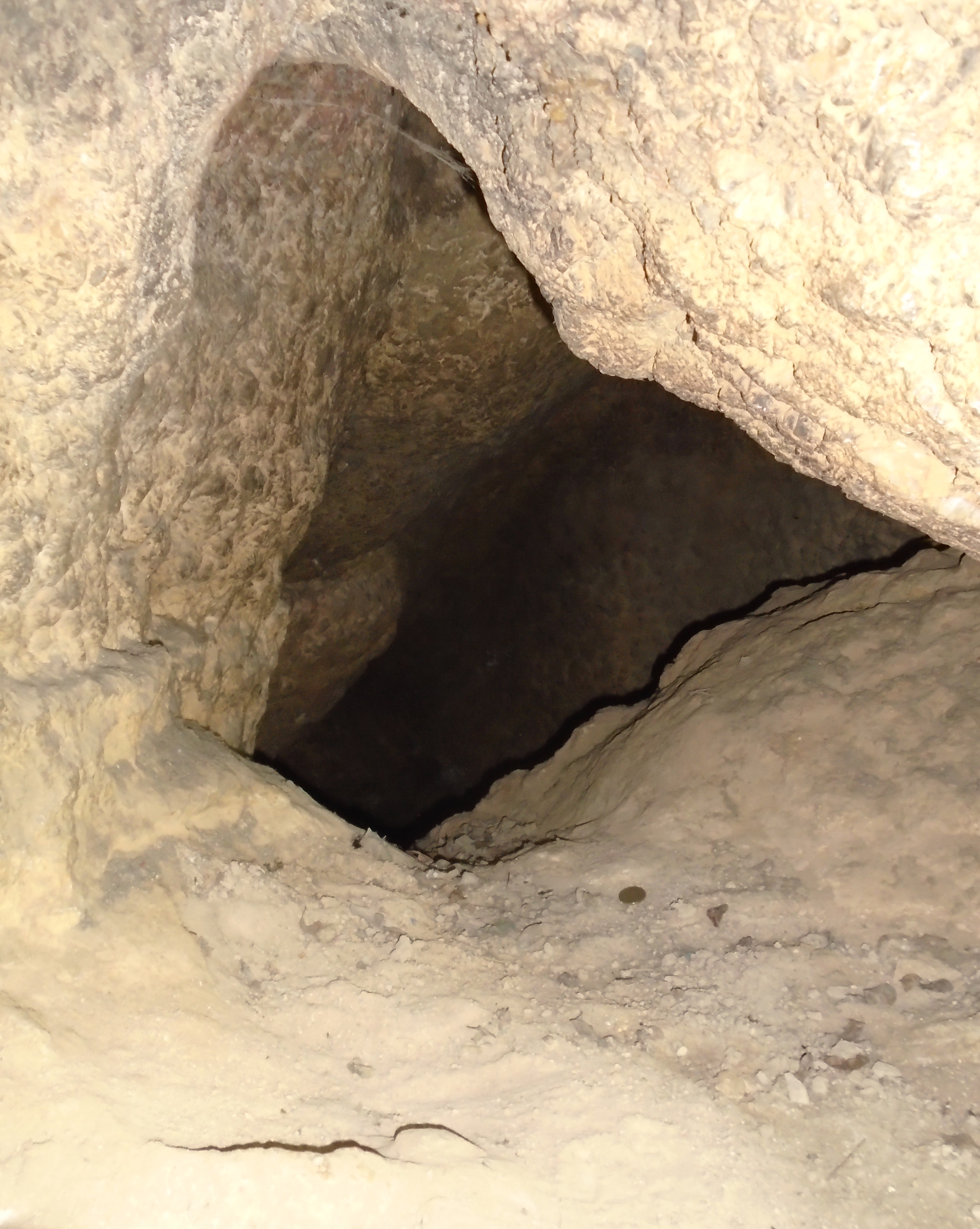
Barit-barlang, a Fő bejárat utáni rész

Az egykori 1. sz. barlang bejárata a kőbánya Ny-i sarkában, 235 m tengerszint feletti magasságban, 15 m relatív magasságban van. 68 m hosszú és 6 m mély. Oldott falaival, szerteágazó járataival jellegzetes hévizes eredetű barlang. Sok kalcitkristály van falaiban, amelyeket nagyon lepusztítottak a látogatók. Barit is található É-i részén. Bontják É-i és ÉK-i végét a tektonikus preformáció, valamint a huzat irányát követve. Az egykori 2. sz. barlang kis bejárata az 1. sz. barlang bejárata felett 5 m-re, nehezen észrevehető helyen, 240 m tengerszint feletti magasságban van. Falain kagylós és félholdas oldásformák láthatók. Hévizes kialakulásra utalnak gömbfülkéi is. 44 m hosszú részét mérték fel 1984-ig. Nagyon szűk a két barlang között feltárt összeköttetés és ezért csak nagyon karcsú barlangkutatóknak átjárható.
A jelentésben látható két fénykép, amelyek a kőfejtőt mutatják be. A két fényképre jelölve lettek a barlang bejáratai. A kéziratban van egy olyan fénykép, amely az 1. sz. barlang bejáratát szemlélteti. A barlangot 1983-tól 1984-ig Holl Balázs, Kárpátné Fehér Katalin, Máté Erika és Vári Attila mérték fel. 1984-ben a felmérés felhasználásával elkészült a barlang alaprajz térképe és vetített hossz-szelvény térképe. Az utóbbit Kárpátné Fehér Katalin szerkesztette és jelölve van rajta az 1984. évi összekötés helye. A két térkép 1:100 méretarányban szemlélteti a barlangot. Az 1984. évi MKBT Beszámolóban publikálva lett a barlang leírása, a barlang 1984-ben rajzolt alaprajz térképe, 1984-ben rajzolt vetített hossz-szelvény térképe, valamint az 1983-ban készült topográfiai térkép. Az 1984-ben kiadott, Magyarország barlangjai című könyv országos barlanglistájában szerepel a barlang a Budai-hegységben lévő két külön barlangként. Az egyik barlangnak Mátyás-hegyi 6. sz. sziklaüreg a neve, a másik barlangnak Mátyás-hegyi 7. sz. sziklaüreg a neve. A listához kapcsolódóan látható a Dunazug-hegység barlangjainak földrajzi elhelyezkedését bemutató 1:500 000-es méretarányú térképen a két barlang földrajzi elhelyezkedése.
Az 1987. évi szakosztályi jelentésben van egy összefoglalás a kőfejtő feltáró kutatás szempontjából fontos bontási helyeiről. Az 1. sz. barlangban az 1/a. számú munkahely fontos feltárás szempontjából. A munkahely a Nagy-terem K-i végéből induló, lejtő és 4 m hosszan kibontott kutatótáró, amelynek szálkőzetből álló tetején szép oldott formák figyelhetők meg. Hidrotermálisan átdolgozott laza, kovás, agyagos törmelék a járat kitöltése. Végpontján 3 cm magas légrés van, amelyben enyhe, másodpercenként 2–3 cm-es légmozgás észlelhető. Az 1. sz. barlangban az 1/b. számú munkahely leginkább tartalék munkahelynek alkalmas. A 6 m-es járat lejt, borsóköves falú és kemény kitöltéssel van feltöltve. A munka vízszintes irányba folytatható a talpszint mélyítése után az ÉNy-ra haladó végpontján. 1988-ban a szakosztály az 1. sz. barlangban új, 35 m-es részt tárt fel.

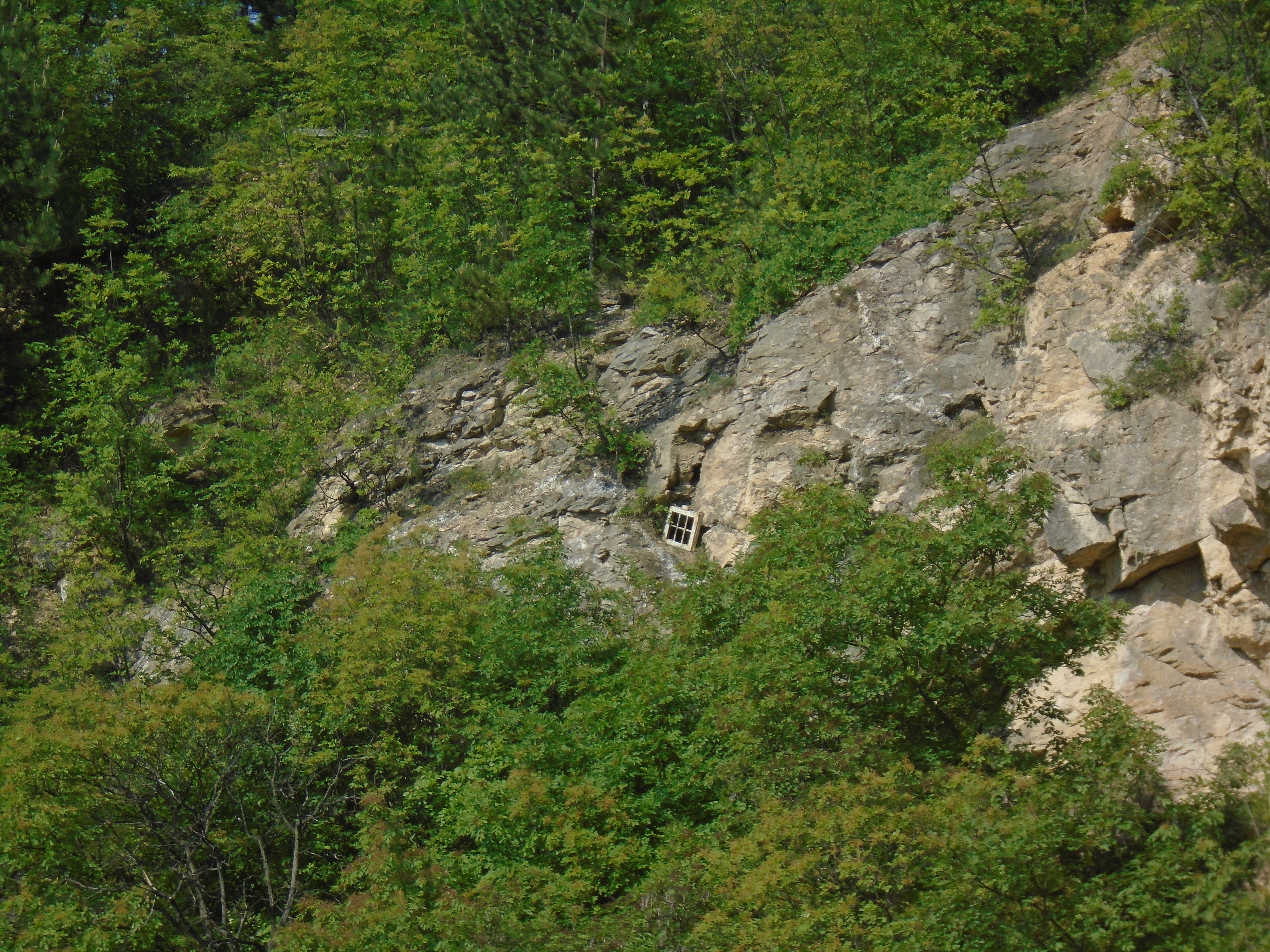
Barit-barlang, a Felső bejárat

Az 1984 és 1988 közötti felmérések felhasználásával elkészült a barlang alaprajz térképe, amely a barlang új részét is bemutatja. A térképet Kárpátné Fehér Katalin és Vér Zsolt szerkesztették. 1989-ben az 1. sz. barlangban, a Baritos-ág végpontján nagyon nehéz bontással kb. 2 m-t jutottak előre. A munkát a szűk hely miatt a talpszint mélyítésével kezdték. Kb. 3–4 m³ kovás és poros kitöltés eltávolítása után kezdték el a nagyon kemény, átkalcitosodott végponti üledék bontását. Ennek a helynek a bontása volt a barlangban a legkedvezőbb és ezért később folytatni akarták a munkát a végponton. A kibontott törmeléket meredek lejtőn hordták fel a 10–12 m-re lévő Nagy-terembe, ahol elhelyezték az anyagot.
Az 1991. évi szakosztályi jelentésben az van írva, hogy a kőbánya legtöbb barlangjának kutatását akkor lehet folytatni, ha azok biztonságossá vannak téve ácsolással és betonozással. A kis barlangok állapota tovább romlik, mert nem áll módjukban lezárni a barlangokat. A rongálás leginkább a képződményeken látszik. A kőbánya nagyon ígéretes terület, leginkább a Mátyás-hegyi-barlang felé található feltáratlan területek irányába érdemes kutatni. 1992-ben próbabontást végzett a szakosztály az 1. sz. barlangban, de nem sikerült nagy eredményt elérni. Tervezték a tagok, hogy a következő évben folytatják kutatását. A jelentéshez mellékelve lett egy fénykép, amelyen a barlang egyik része látható. 1992. november 7-én Kraus Sándor kutatta valószínűleg a Baritos-barlangot, amelynek 235 m tengerszint feletti magasságban nyílik a bejárata. Őskarsztos barlang. Nagy tér. Összefüggő, 20 cm vastag, öreg kalcit borítja a kőzetet, amelyen 1-2 cm barit és a bariton néhány helyen borsókő van. Bele lehet ballagni a poros, sok járatból álló barlangba, amelyben néhány helyen őskarsztos üreg található. Egy vékony, kalcitlemez lerakódás alatt kell mászni az egyik ág végén. Egy kürtő van benne.

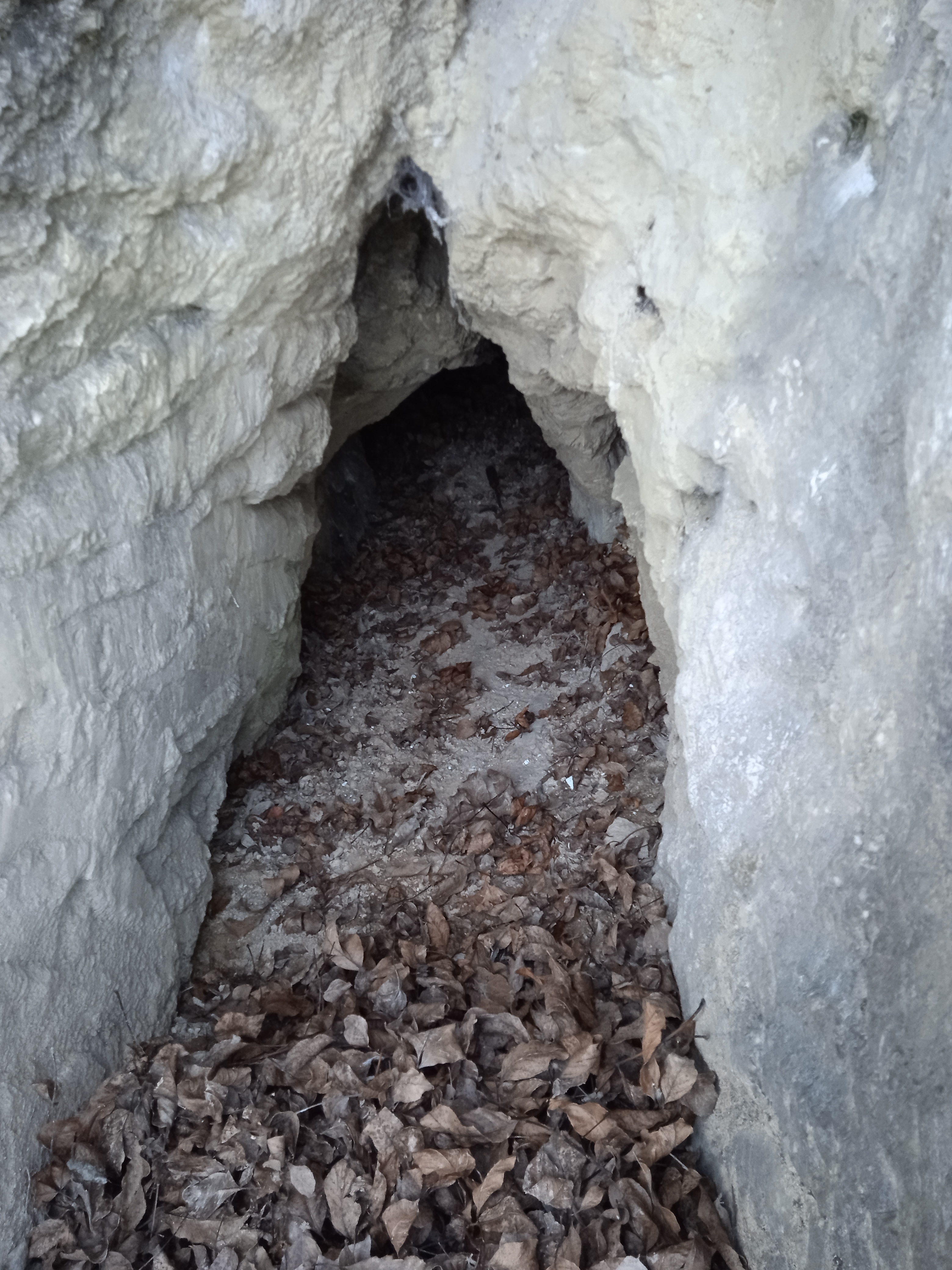
Barit-barlang, az Alsó bejárat

Az 1993. évi szakosztályi jelentés szerint kb. 110 m hosszú és a jelentésbe bekerült egy helyszínrajz a kőfejtő barlangjainak elhelyezkedésével, amelyen jelölve van a barlang helye. Az 1993. évi Karszt és Barlangban megjelent publikáció szerint a kalcit–barit–kalcit fázis legszebb telérei és kristályegyedei a Mátyás-hegy K-i kőfejtőjében találhatók, ahol ebben az időszakban keletkezett a Barit-barlang néhány járata, például bejárati zónája. Ezért ezek az üregrészek a Budai-hegység bizonyítottan legidősebb önálló hévizes járatai. 1993. szeptember 17-én Kraus Sándor azt a feladatot tűzte ki célnak, hogy alját meg kell tisztítani, mert akkor megállapítható lesz, hogy van-e alul őskarsztos üledék a kalcit alatt. A második kis terem főtéjén 8–10 cm széles áramlási cső jön ki a szűkületből. A szűkület apró anyaggal van eltömődve.
Az 1995. évi Földtani Közlönyben megjelent tanulmányban az olvasható, hogy 1900 körül a Pálvölgy környékén a kőbányászat intenzív lett és emiatt tárták fel a DK-i kőfejtő barlangjait. A kőfejtő üregeinek egy részét a kőbányászat után tárták fel. Kb. 250 m a jelenleg ismert járathossz a kőfejtőben. A lefejtett járathossz nehezen becsülhető meg, de legalább még egyszer ennyi lehetett. A tanulmányban Keleti-kőfejtő 1–2. sz. barlangja a neve. Két bejárata egy jelenleg már közös és 130 m hosszú barlangba vezet. Bejárata a kőfejtő ÉNy-i sarkában, a bányatalp felett 12 m relatív magasságban, meredek kőtörmeléklejtő tetején van. A többszintes, elágazó, hévizes oldásformákat tartalmazó barlangban sok a baritkiválás és kalcitkiválás. A Mátyás-hegy DK-i kőfejtőjének legnagyobb barlangját az 1980-as évek második felében kutatták. A tanulmányhoz mellékelve lett a Rózsadomb és környéke barlangjainak helyszínrajza és a kőfejtő barlangjainak helyszínrajza, amelyeken jelölve van a barlang helye, valamint a tanulmány végén látható a barlang két bejáratának távolról fényképezett fényképe.
1995-ben a Pagony Barlangkutató Csoport elkészítette a DK-i kőfejtő szpeleotopográfiai térképét. A térkép 1:1000 méretarányban ábrázolja a kőfejtőt. A térkép szemlélteti a barlang elhelyezkedését, valamint alaprajzát. A barlang DK/1 és DK/2 jelzéssel van jelölve a térképen. A csoport 1995. évi jelentésében látható a szpeleotopográfiai térkép. A kéziratban van egy helyszínrajz, amelyen a DK-i kőfejtő fosszíliáinak lelőhelyei vannak feltüntetve. A helyszínrajz 1:1000 méretarányban szemlélteti a kőfejtőt. A helyszínrajz bemutatja a barlang elhelyezkedését és alaprajzát, de a rajz szerint fosszília nem került elő a barlangból. A jelentésbe bekerült egy vegetációtérkép, amely szemlélteti a barlang elhelyezkedését és alaprajzát.
1996-ban a barlang két végpontján sikerült a csoport tagjainak egy-egy új járatba bejutniuk. Kezdeményezték a barlang fokozottan védetté nyilvánítását az egyik új szakasz sok képződménye miatt és engedélyt kértek, hogy lezárhassák a barlangot. A Nagy-teremben az évtizedekig tartó feltáró kutatás során felhalmozott kitöltés nagy részét a felszínre szállították. 1996. december 4-én Sásdi László azt mondta Kraus Sándornak, hogy kalcitlemez szinlők és buborék nyomok vannak a barlangban. Az 1997. évi MKBT Műsorfüzetben az van írva, hogy a Magyar Karszt- és Barlangkutató Társulat 1997. évi kutatótáborának egyik tervezett kutatási helye volt. Az 1-es barlangban és a 2-es barlangban lehet bontani. Itt szeretnének továbbjutni a Mátyás-hegyi-barlang irányába tartó járatok végpontján. A járatok folytatása kézi geofizikai módszerrel, azaz varázsvesszővel ki van mutatva.
1997-ben le lett zárva. 1998. május 14-től a környezetvédelmi és területfejlesztési miniszter 13/1998. (V. 6.) KTM rendelete szerint a Duna–Ipoly Nemzeti Park Igazgatóság illetékességi területén, a Budai-hegységben található Barit-barlang az igazgatóság engedélyével látogatható. Az Ariadne Karszt- és Barlangkutató Egyesület 1998. évi jelentésében található tanulmány szerint a Barit-barlang a kőfejtő legnagyobb és legismertebb barlangja. Ismeretlen a járatok elsődleges oldásos formakincse, mert ezt később ásványi kiválás fedte be és átalakította a sokkal későbbi oldástevékenység. ÉÉNy–DDK irányú törésrendszer mentén képződött a barlang és preformáló tényező az É-i irányú lapos tektonikai sík a Nagy-teremnél, valamint a mészkő D-i rétegdőlése is. Kb. 5–15 cm vastag kalcitkéregből áll az ásványkitöltés jelentős része. Néhány helyen a falfelületeken 5 cm magas és enyhén visszaoldott szkaleonéder kristályok halmaza látható.
A kalcitkéregben néhány helyen, például a Bejáratnál borsárga és 1 cm-es baritkristályok vannak. Néhány helyen, a Nagy-teremben önállóan található barit és fürtöt alkot. Később a legtöbb járatot kova anyagú törmelék és szürke agyag töltötte ki. A szürke agyag lehet, hogy kiscelli agyag. Ezután borsókő vált ki, amely a törmelékes kitöltésen is megtalálható, majd az újabb oldási fáziskor gömbüstök, csőjáratok és lefelé nyitott csatornák oldódtak ki. Ezek valószínűleg buborék formájában történő gázfeláramlás miatt a pleisztocén elején alakultak ki. Ez az oldás sok helyen átmarta a borsókövet és kalcitkristályos kérget, és a szálkőzetig hatolt a fázisok sorrendjét bizonyítva. A kőfejtő üregei között a megfigyelések alapján legidősebb a fokozottan védett Barit-barlang egy része. A későbbi ásványkiválási fáziskor keletkezett, helyenként baritkristályokat tartalmazó 10–20 cm vastag kalcitkristály-bevonat miatt jelenleg már nem felismerhető ennek oldásos formakincse.
A kitöltődés kora nem ismert pontosan. A szakemberek a miocén kor bádeni emeletének, a visegrádi-hegységi vulkanizmus idejére teszik. Ennek ellentmond, hogy Jámbor Áron szerint akkoriban a Budai-hegység a miocén tengerből már szigetként emelkedett ki, amelyet az bizonyít, hogy a hegységperemeken a szarmata üledékek már az oligocén üledékektől letisztított triász kőzetekre települnek. Az ásványkiválási fázis ez alapján, amely a vizsgálatok szerint 100 °C körüli hőmérsékleten történt, inkább az oligocén második felére, vagy a miocén első negyedére tehető, amikor a triász és eocén kőzetek még nagy mélységben helyezkedtek el. A barlang további, kalcitos járatainak feltárásához nagy reményeket fűzött a Pagony Barlangkutató Csoport.

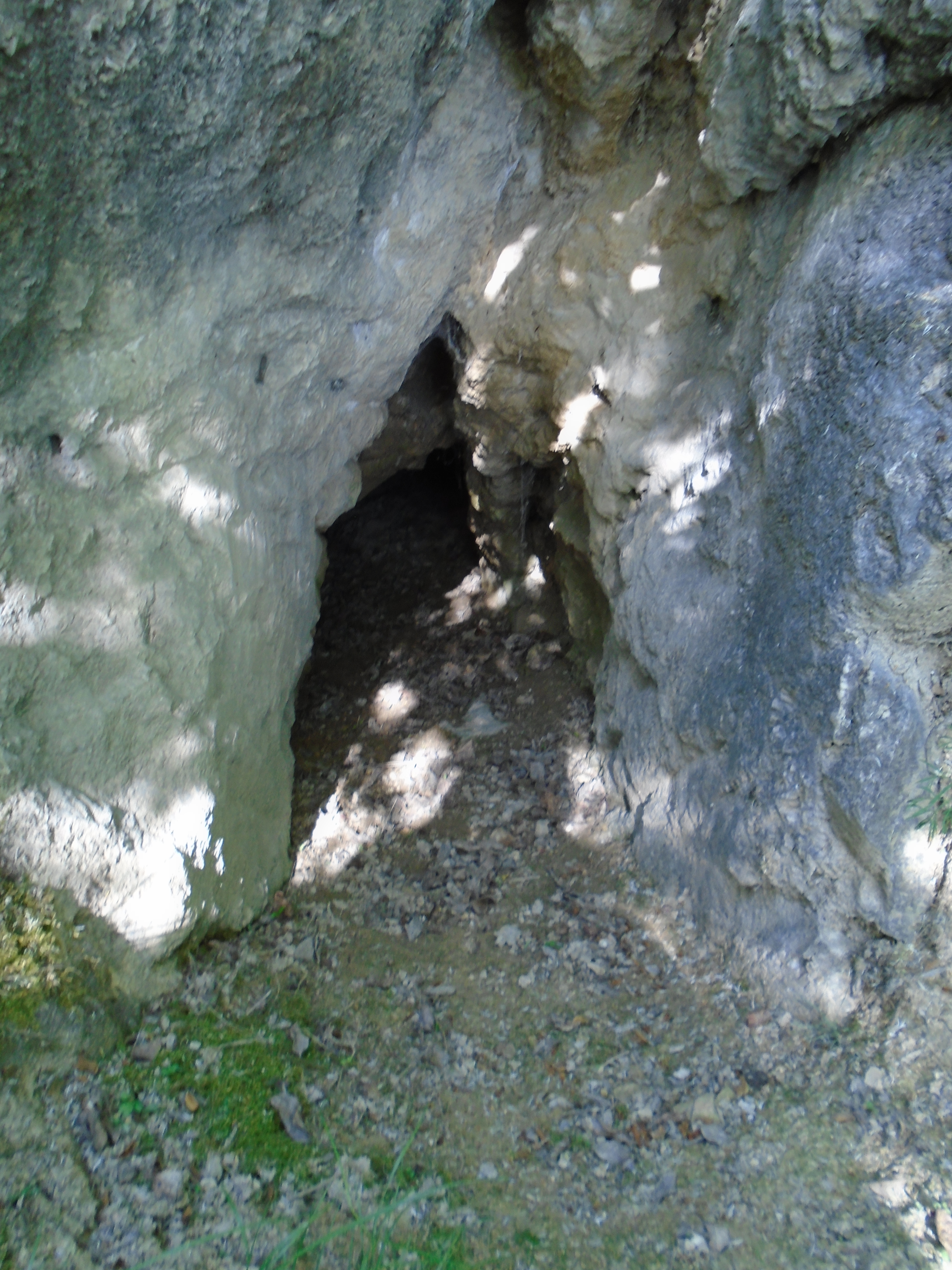
Barit-barlang, az Alsó bejárat

Sajnos, bár a kalcittelérek iránya adott, az ilyen jellegű, járható méretű barlangjáratok véletlenszerűen helyezkednek el még a tektonikus előkészítés ellenére is. Megjósolhatatlan az új termek, légteres szakaszok helye. Ugyancsak sajnálatos az a tény, hogy a telérek kb. 20–25 év múlva a letolódási zónát elérik. Ez metszi a teléreket és 10–15 m-rel mélyebbre kerülhettek a feltárandó járatok. Ezért kétséges a zóna menti munka lehetősége és hatékonysága. A néhány helyen nagyon jól fejlett buborékáramlási csatornák jól jelzik a barlang gömbüstös szakaszainak feltárási irányát. Sajnos, ezeken a járatokon nagy mennyiségben és könnyedén szállítódott a kitöltő anyag. Ilyen jellegű, gömbüstökkel tagolt járatok a Barit-barlangban és a 2. sz. barlangban elsősorban Ny felé várhatók.
1999-ben a csoport folytatta a Róka-ág talpszintjének mélyítését azért, hogy a járat munkavégzésre alkalmas nagyságú legyen. A kitágított szakasztól kb. 6 m-re van a végpont. A nyári tábor során szállították felszínre a téli bontásokkor összegyűlt depóanyagot a központi teremből. Tervezték, hogy a következő évben folytatják a Róka-ág talpszintjének mélyítését és a Terem-terem zónájában vésőgéppel keresnek kitörési pontot. A 2000-ben készült természeti állapotfelvétel kézirat szerint 128 m hosszú és ez az adat részben részletes felmérésen, részben becslésen alapul. Becsléssel az 1996 óta feltárt járatok hossza lett megállapítva. Ez kb. 2×8 m. Függőleges kiterjedése 22,5 m, magassága 7 m, mélysége 15,5 m és vízszintes kiterjedése 26,5 m. Jelenleg még nem bizonyított, de valószínűleg egy rendszert alkot a Pál-völgyi-barlangrendszerrel. A barlang egyes képződményei, de leginkább a fennőtt barit és kalcit kristálycsoportok nagyon valószínű, hogy a zártcellás hévizes rendszer hatására jöttek létre. A Nagy-terem aljzatát a feltáráskor odahordott kitöltés borítja, amely alatt nagyon vastag, hidrotermálisan átalakult kovás és agyagos üledék van.
2001–2003-ban folytatódott a Róka-ág talpszintjének süllyesztése. 2002. augusztus 20–21-én a Labirint Barlangkutató Csoport részt vett a Pagony Barlangkutató Csoport kutatótáborában és bontómunkát végzett a Róka-ágban, amelyből nagyon valószínű, hogy további járatokat lehet feltárni, valamint bejárta a barlangot. 2004-ben és 2005-ben a Pagony Barlangkutató Csoport folytatta a Nagy-teremben felhalmozott kitöltés kivitelét a barlangból és bontotta a Róka-ágat. 2005-ben az Ariadne Karszt- és Barlangkutató Egyesület három tagja (Kovács Jenő, Kovács Richárd és Szabó Evelin) felmérte a barlangot, majd Kovács Richárd a felmérés felhasználásával, 2005. május 5-én megszerkesztette a barlang két alaprajz térképét. Az egyik alaprajz térképet tartalmazó térképlapra rákerült a barlang 17 keresztmetszet térképe. A felmérés szerint a Barit-barlang 215 m hosszú, 9,9 m mély és 10,9 m magas. 2005. szeptember 1-től a környezetvédelmi és vízügyi miniszter 22/2005. (VIII. 31.) KvVM rendelete szerint a Duna–Ipoly Nemzeti Park Igazgatóság működési területén, a Budai-hegységben található Barit-barlang a felügyelőség engedélyével látogatható. 
A Duna–Ipoly Nemzeti Park Igazgatóság működési területén, a Budai-hegységben elhelyezkedő, 4763/22 kataszteri számú Barit-barlang, 2006. február 28-tól, a környezetvédelmi és vízügyi miniszter 8/2006. KvVM utasítása szerint, megkülönböztetett védelmet igénylő barlang. Megkülönböztetett védettségét indokolja, hogy hévizes kiválásokkal és oldásformákkal díszített hasadékbarlang. 2007-ben a Pagony Barlangkutató Csoport folytatta a Róka-ág talpszintjének mélyítését, de a járattalpban, 20–40 cm mélységben egyre keményebb a kitöltés. Ezért a tervezettnél kisebb szelvényben tudtak dolgozni. 2007. március 8-tól a környezetvédelmi és vízügyi miniszter 3/2007. (I. 22.) KvVM rendelete szerint a Duna–Ipoly Nemzeti Park Igazgatóság működési területén lévő Budai-hegységben elhelyezkedő Barit-barlang az igazgatóság engedélyével tekinthető meg.
2008-ban, 2009-ben, 2010-ben és 2011-ben folytatódott a talpszint mélyítése és a barlangban összegyűjtött kitöltés eltávolítása. A Duna–Ipoly Nemzeti Park Igazgatóság működési területén lévő, 4763-22 kataszteri számú Barit-barlang, 2012. február 25-től, a vidékfejlesztési miniszter 4/2012. (II. 24.) VM utasítása szerint, megkülönböztetetten védett barlang. 2012-ben tágították a Róka-ág könnyebben, kézzel bontható kitöltését, hogy a végpont egyszerűbben megközelíthető legyen. 2013-ban folytatódott a kitöltés kitermelése. 2013. július 19-től a vidékfejlesztési miniszter 58/2013. (VII. 11.) VM rendelete szerint a Barit-barlang (Budai-hegység, Duna–Ipoly Nemzeti Park Igazgatóság működési területe) az igazgatóság hozzájárulásával látogatható. 2021. május 10-től az agrárminiszter 17/2021. (IV. 9.) AM rendelete szerint a Barit-barlang (Budai-hegység, Duna–Ipoly Nemzeti Park Igazgatóság működési területe) az igazgatóság engedélyével látogatható. A 13/1998. (V. 6.) KTM rendelet egyidejűleg hatályát veszti.

## További irodalom
- Bertalan Károly: Kézi jegyzetek. Kézirat. (1959-től íródott.)